# Samuel Joseph Maetz
Samuel Joseph Maetz (Holcmány, 1760 – Berethalom, 1826) erdélyi szász orgonaépítő mester.

## Életútja
1779-ben megvásárolta az elhunyt Johann Georg Wachsmann berethalmi műhelyét. 37 orgonát épített, ebből 20 ma is eredeti állapotban fennmaradt. Orgonái többek között Kerc (1790), Sorostély (1790), Szászdálya (1792), Mártonfalva (1793), Nagyekemező (1796), Egerbegy (1798, Michael Groß-szal együtt), Felsőidecs (1798), Nagykapus (1801),  Ecel (1802), Prépostfalva (1802), Százhalom (1802), Rozsonda (1803), Zsidve (1804), Kissink (1805), Szásznádas (1807), Újegyház (1807), Holcmány (1808), Mártonhegy (1811), Válhíd (1811), Szebenrécse (1813), Hégen (1815), Hermány (1815), Nagyapold (1816), Holdvilág (1819), Bolkács (1820), Jakabfalva (1820), Lesses (1820), Aldorf (1821), Szászbuzd (1823), Erked (1824), Sövénység (1825), Szászszőllős (1830), Mardos és Szászváros evangélikus templomaiba kerültek. Ő készítette a kolozsvári unitárius templom orgonáját is. 
Fiai, Friedrich Traugott Mätz (1799-1842) és Wilhelm Samuel Mätz (1805-1858) együtt dolgoztak vele, majd az apa halála után további orgonákat építettek Dicsőszentmárton (1832), Hásság (1832), Miklóstelke (1832), Kund (1834), Omlás (1836), Kakasfalva (1837), Nagyselyk (1839), Darlac (1841), Szászsáros (1842) és Szépmező (1855) számára. 
A segesvári múzeumban található egy clavichord, amelyről az adományozás dokumentumai alapján úgy gondolják, hogy szintén az ő műve 1825-ből. A clavichordot 2005-ben restaurálta Edmund Handy brit szakértő. 
Az erdélyi szászok megfogyatkozásával az evangélikus egyház több orgonát átadott más erdélyi egyházak részére, így került egy Maetz-orgona a kolozsvári Kálvária-templomba, egy másik pedig Nagyváradra.